# Klaus Bayer
Klaus Christoph Bayer (* 24. Juni 1947 in Mönchengladbach) ist ein deutscher Germanist.

## Leben
Bayer besuchte das Stiftisch-Humanistische Gymnasium Mönchengladbach und studierte von 1966 bis 1971 Germanistik an der Universität Freiburg im Breisgau, wo er mit dem Magisterexamen (Arbeitsthema: Verteilung und Funktion der sogenannten Parenthese in Texten gesprochener Sprache) abschloss. Anschließend arbeitete Bayer bis 1973 als wissenschaftlicher Mitarbeiter in der Abteilung Linguistische Datenverarbeitung des Instituts für Deutsche Sprache in Mannheim und war anschließend bis 1975 wissenschaftlicher Assistent am Germanistischen Seminar der Universität Heidelberg, wo er 1974 mit der Arbeit »Sprechen und Situation. Aspekte einer Theorie der sprachlichen Interaktion« promovierte.
Von 1974 bis 1994 war Bayer als Akademischer Rat an der Universität Hannover im Lehrgebiet »Deutsche Literatur und Sprache und ihre Didaktik« tätig und wurde für das Gebiet »Didaktik der deutschen Sprache und ihre linguistischen Grundlagen« habilitiert. Nach einer Auslandsdozentur (1987–88) des DAAD an der Tongji-Universität in Shanghai, war er von 1994 bis 2004 Hochschuldozent am Institut für deutsche Sprache und Literatur und ihre Didaktik in Hannover. Er wechselte anschließend zum Deutschen Seminar in der Philosophischen Fakultät, an dem er nach Emeritierung seit 2011 weiterhin als außerplanmäßiger Professor beschäftigt ist.
Bayer forscht vor allem zu den Bereichen der Argumentationstheorie, Evolution und Sprache, religiöse Sprache und Sprachdidaktik. Seiner Meinung nach findet in den Geisteswissenschaften derzeit eine „Noteninflation“ mit der Tendenz zu immer besser bewerteten Leistungen statt, für die er den Bologna-Prozess verantwortlich macht.
Klaus Christoph Bayer ist mit Ulrike Stoermer-Bayer, der stellvertretenden Leiterin der Schule für Physiotherapie der KRH Akademie, verheiratet.

## Schriften
- Sprechen und Situation. Aspekte einer Theorie der sprachlichen Interaktion. Reihe RGL, Bd. 6, Tübingen, 1977 (Phil. Diss. Heidelberg 1974)
- Studienbuch: Mündliche Kommunikation. Studienbücher für Sprach- und Literaturdidaktik, Bd. 2, Schöningh, 1982
- Evolution – Kultur – Sprache. Eine Einführung. Bochumer Beiträge zur Semiotik Bd. 42, Brockmeyer, 1994 (2., ergänzte Auflage, 1996)
- Argument und Argumentation. Logische Grundlagen der Argumentationsanalyse. Westdeutscher Verlag, 1999 (2., überarbeitete Auflage: Vandenhoeck & Ruprecht, 2007)
- Religiöse Sprache. Thesen zur Einführung. LIT Verlag 2004. (2., überarbeitete Auflage: LIT Verlag, 2009)